# Zastava Kostarike
Zastava Kostarike usvojena je 27. studenoga 1906. Zastava je dizajnirana 1848., kada je Kostarika napustila Srednjoameričku Federaciju. 
Plava je simbol neba, nade, idealizma i očuvanja. Bijela predstavlja mir, mudrost i sreću, a crvena krv prolivenu u borbi za nezavisnost, ali i širokogrudnost naroda.

## Vanjske poveznice
- Flags of the World